# Johann Nepomuk Zobl
Johann Nepomuk Zobl (* 23. Jänner 1822 in Schattwald, Tirol; † 13. September 1907 in Feldkirch, Vorarlberg) war Kirchenhistoriker, Weihbischof in Brixen und Generalvikar für Feldkirch.

## Leben
Johann Nepomuk Zobl wurde am 27. Juli 1845 in Brixen zum Priester geweiht. Zum Doktor der Theologie promoviert, wurde er 1851 Studienpräfekt und Professor für Kirchengeschichte am dortigen Priesterseminar, 1872 auch Redakteur und Herausgeber des Brixner Kirchenblattes. Seit 1876 Domkapitular, wurde er nach dem Tod des Fürstbischofs Johann von Leiß am 25. April 1884 zum Kapitelvikar gewählt und am 27. März 1885 mit dem Titularsitz Evaria zum Weihbischof in Brixen präkonisiert und zum Generalvikar für Vorarlberg mit Sitz in Feldkirch ernannt. Die Bischofsweihe erfolgte am 26. April 1885 durch Fürstbischof Simon Aichner; Kokonsekrator war Weihbischof Johann Haller, der spätere Kardinalerzbischof von Salzburg.
Während seiner Amtszeit wurde 1888 das von den Schulbrüdern geleitete Lehrerseminar in Feldkirch eröffnet. 1891 gründeten die Kreuzschwestern von Ingenbohl im Antoniushaus in Feldkirch ein Exerzitienhaus und eine Haushaltungsschule, 1894 weihte Bischof Zobl das neu gegründete Kapuzinerkloster in Dornbirn ein.
Als bischöflicher Generalvikar für Feldkirch war Zobl auch fürstbischöflicher Schuloberaufseher für Vorarlberg und Mitglied des Vorarlberger Landtags (Virilstimme). Als Kirchenhistoriker verfasste er eine Dogmengeschichte der katholischen Kirche und eine Biographie des Brixener Fürstbischofs Vinzenz Gasser.
Er starb, beinahe erblindet, im Herbst 1907 in Feldkirch. Bestattet wurde er in der Muttergotteskapelle der Stadtpfarrkirche.

## Werke
- Dogmengeschichte der katholischen Kirche. Innsbruck: Wagner, 1865
- Vinzenz Gasser. Fürstbischof von Brixen in seinem Leben und Wirken. Brixen: Wagner, 1883